# Paulinho Moska
Paulo Corrêa de Araujo, más conocido como Paulinho Moska o simplemente como Moska (Río de Janeiro, 27 de agosto de 1967) es un cantante, compositor y actor brasileño. 
Comenzó a tocar la guitarra a los 13 años con amigos. Estudió teatro y cine en la CAL (Casa de Artes de Laranjeiras), en Río de Janeiro. Fue integrante del grupo Inimigos do Rei, pero dejó el grupo en 1992 para seguir su carrera como solista. Se volvió famoso debido a que su canción O último día fue el tema de apertura de la exitosa miniserie O Fim do Mundo, y por la canción A Seta e o Alvo, su mayor éxito.
En Argentina, Uruguay y otras partes de Latinoamérica se popularizó su canción "Estoy Pensando en Ti"

## Discografía
- Tudo Novo de Novo (2003)
  - Producción: Nilo Romero
  - Discográfica: EMI
  - Lista de canciones y composición
    - 1. Tudo Novo de Novo (Moska)
    - 2. Lágrimas de Diamantes (Moska)
    - 3. O Bilhete no Fim (Moska)
    - 4. Cheio de Vazio (Moska)
    - 5. O Jardim do Silêncio (Moska)
    - 6. A Idade do Céu ( La Edad Del Cielo ) (Jorge Drexler, versión de Moska)
    - 7. Reflexos e Reflexões (Moska)
    - 8. Último Adeus (Moska)
    - 9. Assim Sem Disfarçar (Moska)
    - 10. Pensando em Você (Moska)
    - 11. Essa é a Última Solidão da Sua Vida (Moska)
    - 12. Impacto (Moska)
    - 13. Acordando (Moska)
    - 14. Dos Colores: Blanco Y Negro (Jorge Drexler)

- Eu Falso da Minha Vida o Que Eu Quiser (2001)
  - Producción: Marcos Suzano e Sacha Amback
  - Discográfica: EMI
  - Lista de canciones y composición
    - 1. Corpo Histérico (Moska)
    - 2. Um e Outro (Moska)
    - 3. Não Deveria Se Chamar Amor (Moska)
    - 4. Tudo Viveu e Morreu no Nosso Amor (Moska)
    - 5. Nunca Foi Tarde (Jeff Buckley - versão: Moska)
    - 6. Eu Falso da Minha Vida o Que Eu Quiser (Moska)
    - 7. Mentiras Falsas (Moska)
    - 8. Meu Pensamento Não Quer Pensar (Moska)
    - 9. Oásis (Moska)
    - 10. Um Ontém Que Não Existe Mais (Moska)
    - 11. Mar Deserto (Moska)
    - 12. Pra Sempre Nunca Mais (Moska)
    - 13. Vênus (Moska)

- Móbile (1999)
  - Producción: Marcos Suzano e Celso Fonseca
  - Discográfica: EMI
  - Lista de canciones y composición
    - 1. Um Móbile num Furacão (Moska)
    - 2. Onde Anda a Onda (Moska)
    - 3. País Tropical (Jorge Ben)
    - 4. Tudo é Possível (Moska)
    - 5. Sem Dizer Adeus (Moska)
    - 6. Castelos de Areia (Moska y Jorge Mautner)
    - 7. Cedo ou Tarde (Moska)
    - 8. Por Acaso em Osaka (Moska)
    - 9. A Moeda de um Lado Só (Moska)
    - 10. Ímã (Moska)
    - 11. Debaixo do Sol - Morrendo de Frio (Moska)
    - 12. O Mundo (André Abujamra)
    - 13. Retalhos de Cetim (Benito de Paula)

- Através do Espelho (En vivo) (1997)
  - Lista de canciones y composición
    - 1. A Seta e o Alvo (Moska y Nilo Romero)
    - 2. Virtual - Mente (versión: Moska y Nilo Romero)
    - 3. Me Chama de Chão (Moska, Fernando Zarif y Branco Mello)
    - 4. Amém (Moska y Vítor Chicri)
    - 5. O Último Dia (Moska y Billy Brandão)
    - 6. Paixão e Medo (Moska y Nilo Romero)
    - 7. Blues do Ano 2000 (Cazuza)
    - 8. Sonífera Ilha (Tony Bellotto, Carlos Barmack, Ciro Pessoa, Branco Mello y Marcelo Fromer)
    - 9. Sonhos (Peninha)
    - 10. Metamorfose Ambulante (Raul Seixas)
    - 11. Tudo Que a Gente Quis (Moska)
    - 12. Nada pra Colher no Jardim 
    - 13. Vontade - Será que sou eu?
    - 14. Mesmice (Moska)

- Contrasenso (1997)
  - Producción: Nilo Romero e Paulinho Moska
  - Lista de canciones y composición
    - 1. A Seta e o Alvo (Moska y Nilo Romero)
    - 2. Contrasenso (Moska)
    - 3. Me Chama de Chão (Moska, Fernando Zarif y Branco Mello)
    - 4. Relampiano (Moska y Lenine)
    - 5. Paixão e Medo (Moska y Nilo Romero)
    - 6. A Outra Volta do Parafuso (Moska)
    - 7. Seja o que Deus Quiser (Moska y Fernando Zarif)
    - 8. Virtual - Mente (versão: Moska y Nilo Romero)
    - 9. Tudo Que a Gente Quis (Moska)
    - 10. Common Grave (Moska y Fernando Zarif)
    - 11. Efêmero (Moska)
    - 12. Admito que Perdi (Moska)

- Pensar é fazer música (1995)
  - Producción: Nilo Romero y Paulinho Moska
  - Lista de canciones y composición
    - 1. Nada pra Colher no Jardim (Paulinho Moska)
    - 2. Amém (Moska y Vítor Chicri)
    - 3. Careta (Moska)
    - 4. Me Deixe Sozinho (Moska)
    - 5. O Último Dia (Moska y Billy Brandão)
    - 6. O Ano Passado Que Vem (Moska)
    - 7. Boca (Moska y George Israel)
    - 8. Admiração (Moska)
    - 9. O Corpo (Moska)
    - 10. Camaleão (Moska)
    - 11. Não Havia Nada Lá (Moska)
    - 12. Qualquer Outro Amor (Moska)
    - 13. Medo de Deus (Moska) 
    - 14. Espaço Liso - o fado (Moska)
    - 15. Pensar é Fazer Música (Moska)

- Vontade (1993)
  - Producción: Nilo Romero y Paulinho Moska
  - Lista de canciones
    - 1. Me Leve
    - 2. Vontade
    - 3. Leais Inimigos
    - 4. Não Diga Que Eu Não Te Dei Nada
    - 5. Vamos Acordar os Mortos
    - 6. Nada Vai Mudar Isso
    - 7. Cura da Loucura
    - 8. Resto do Mundo
    - 9. Tudo e Nada
    - 10. Será Que Sou Eu?
    - 11. Dinossauros
    - 12. Trampolim

También, su música en la película "Woman on Top" (con actriz Penelope Cruz).

### Premios Nuestra Tierra
| Año  | Trabajo nominado | Categoría                       | Resultado |
| ---- | ---------------- | ------------------------------- | --------- |
| 2020 | Acordeão         | Canción Dance / Electro del Año | Pendiente |
| 2020 | Moska            | Artista Dance / Electro del Año | Pendiente |